# رون لافي
رون لافي (بالإنجليزية: Ron Levy)‏ هو عازف جاز وعازف بيانو أمريكي، ولد في 29 مايو 1951 في بروكلين في الولايات المتحدة.

## وصلات خارجية
- رون لافي على موقع ميوزك برينز (الإنجليزية)
- رون لافي على موقع ديسكوغز (الإنجليزية)